# Free European Song Contest
Il Free European Song Contest (in acronimo #FreeESC) è un festival musicale tedesco nato nel 2020 a Colonia e organizzato dall'emittente televisiva ProSieben, già creatore del Bundesvision Song Contest.
Sulla falsariga dell'Eurovision Song Contest, ogni paese partecipante (per la maggior parte rappresentanti da artisti tedeschi) gareggia con una canzone originale da eseguire in diretta televisiva, successivamente si passa alla votazione che determina il vincitore.

## Format
A seguito dell'annuncio riguardante la cancellazione dell'Eurovision Song Contest 2020 a causa della pandemia di COVID-19, il  cantante e produttore tedesco Stefan Raab, rappresentante della Germania all'Eurovision Song Contest 2000, insieme all'emittente televisiva ProSieben hanno annunciato l'organizzazione la manifestazione come uno spettacolo sostitutivo.
Il format è molto simile all'Eurovision Song Contest. Sono chiamati a partecipare principalmente tutti i paesi membri dell'Unione europea di radiodiffusione, ma è permesso anche di partecipare anche con altre nomi, come ad esempio nella prima edizione ha partecipato anche la Luna.
Ogni paese presenta un brano per la manifestazione, deve essere eseguito dal vivo e il vincitore veniva decretato da un mix di voto della giuria nazionale e televoto. Alle 10 canzoni preferite vengono assegnate 12 punti alla canzone che ha ricevuto più voti, 10 alla seconda, 8 alla terza e così via fino a 1 punto.
A differenza dell'Eurovision Song Contest, al paese vincitore non viene concesso il diritto di ospitare l'edizione successiva, in quanto maggior dei partecipanti sono di nazionalità tedesca.

## Storia
La prima edizione si tenne il 15 maggio 2020, il giorno prima della trasmissione dello speciale Eurovision: Europe Shine a Light, nella città di Colonia con la conduzione di Steven Gätjen e Conchita Wurst, vincitrice dell'Eurovision Song Contest 2014. Al concorso hanno preso parte 16 paesi. Tra i partecipanti, oltre a nazioni consolidate della manifestazione canore come l'Italia, la Spagna e la stessa Germania, hanno partecipato anche paesi emergenti come il Kazakistan e la Luna, diventando il primo "satellite" a prendere parte ad un concorso canoro. La prima edizione fu vinta dalla Spagna con Like I Love You di Nico Santos.
Visto l'ottimo successo riscosso, la manifestazione è stato confermata anche per il 2021. La seconda edizione si è svolta presso la Lanxess Arena di Colonia con nuovamente la conduzione Steven Gätjen e Conchita Wurst. Al concorso hanno partecipato 16 paesi con nuovi debutti, come le home nations dell'Inghilterra e Scozia, e con i primi ritiri. La vittoria spettò all'Irlanda con The One del cantautore irlandese Rea Garvey.

## Ordine di esordio dei partecipanti per anno
| Anno | Stati |
| ---- | --- |
| 2020 | Austria · Bulgaria · Croazia · Danimarca · Germania · Irlanda · Israele · Italia · Kazakistan · Luna · Paesi Bassi · Polonia · Regno Unito · Spagna · Svizzera · Turchia |
| 2021 | Belgio · Francia · Grecia · Inghilterra · Scozia · Slovenia |

Paesi che possono debuttare
Al concorso possono partecipare tutti i paesi che hanno partecipato all'Eurovision (come tutti i membri dell'UER). I seguenti paesi non hanno mai partecipato alla manifestazione:
- Albania
- Algeria
- Andorra
- Armenia
- Australia
- Azerbaigian
- Bielorussia
- Bosnia ed Erzegovina
- Cipro
- Egitto
- Estonia
- Finlandia
- Galles
- Giordania
- Georgia
- Irlanda del Nord
- Islanda
- Lettonia
- Libano
- Libia
- Lituania
- Lussemburgo
- Macedonia del Nord
- Malta
- Marocco
- Moldavia
- Monaco
- Montenegro
- Norvegia
- Portogallo
- Rep. Ceca
- Romania
- Russia
- San Marino
- Serbia
- Slovacchia
- Svezia
- Tunisia
- Ucraina
- Ungheria
- Città del Vaticano

## Edizioni
| Anno | Città e paese ospitante | Paese vincitore | Artista     | Canzone         |
| ---- | ----------------------- | --------------- | ----------- | --------------- |
| 2020 | Colonia, Germania       | Spagna          | Nico Santos | Like I Love You |
| 2021 | Colonia, Germania       | Irlanda         | Rea Garvey  | The One         |